# جامعة تلسا
جامعة تلسا (بالإنجليزية: University of Tulsa)‏ جامعة خاصة تقع في مدينة تلسا-أوكلاهوما، في الولايات المتحدة الأمريكية. الجامعة تقدم عدة برامج مثل هندسة النفط، والدراسات الإنجليزية، وعلم الحاسوب، والعلوم الطبيعية، وعلم النفس، والقانون وغيرها.
وجامعة تولسا تصنف بين «R2: الدكتوراه الجامعات - النشاط البحثي عالية». تدير متحف جلكريس، الذي يضم واحدة من أكبر مجموعات الفن الغربي الأمريكي والتحف الأمريكية الأصلية في العالم. في عام 2016، استحوذت تولسا على أرشيف بوب ديلان وتقوم بتطوير متحف قريب في وسط مدينة تولسا لعرض قطع من هذه المجموعة. تستضيف الجامعة أيضًا دراسات تولسا في أدب المرأة، التي أسسها أستاذ سابق بالجامعة والناقد النسوي الشهير جيرمين جرير (الآن في جامعة كامبريدج).
تُعرف الفرق الرياضية في الجامعة بشكل جماعي باسم إعصار تولسا الذهبي وتتنافس في القسم الأول من الرابطة الوطنية لرياضة الجامعات كأعضاء في المؤتمر الرياضي الأمريكي (الأمريكي).

## التاريخ

### أصل التأسيس
تأسست المدرسة المشيخية للبنات (المعروفة أيضًا باسم «مينيرفا هوم») في موسكوجي، الإقليم الهندي، في عام 1882 لتقديم التعليم الابتدائي للشابات في أمة الخور.
في عام 1894، توسعت المدرسة الصغيرة لتصبح كلية هنري كيندال، التي سميت على شرف القس هنري كيندال، سكرتير المجلس المشيخي للبعثات المنزلية. كان الرئيس الأول ويليام أ.كالدويل، الذي خدم لفترة وجيزة لمدة عامين تنتهي في عام 1896.
خلف كالدويل ويليام روبرت كينج، الوزير المشيخي والمؤسس المشارك للكلية، الذي جاء إلى أوكلاهوما من ولاية تينيسي، عن طريق معهد اللاهوت الاتحادي في مدينة نيويورك (التابعة لجامعة كولومبيا). منحت كلية كيندال، بينما كانت لا تزال في موسكوجي، أول درجة علمية بعد الثانوية في أوكلاهوما في يونيو 1898. في عهد كينغ، تم نقل الكلية من موقعها الأصلي في وسط مدينة موسكوجي إلى حرم جامعي أكبر على الأراضي التي تبرع بها رئيس مجلس الأمة الخور بليزانت بورتر.
كان لطلاب كلية كيندال وأعضاء هيئة التدريس والإداريين دور فعال في الجهود المبذولة للحصول على الاعتراف بولاية سيكويا؛ لقد كتبوا معظم الدستور المقترح وصمموا الختم من بين أشياء أخرى.
تزامن افتتاح الحرم الجامعي الجديد مع بدء فترة ولاية الرئيس الثالث، أ. جرانت إيفانز. على مدى السنوات العشر التالية، أشرف إيفانز على نمو المدرسة المتعثرة. في معظم السنوات، ظلت أحجام الفصول الدراسية صغيرة، وعلى الرغم من أن الأكاديمية، كانت المدارس الابتدائية والمتوسطة والثانوية الملحقة أكثر نجاحًا؛ بحلول نهاية عام 1906/07، كان لدى كلية كيندال 27 خريجًا جامعيًا فقط. بناءً على طلب الإدارة، تولى سينودس الإقليم الهندي السيطرة بصفته أمناء وبدأ في البحث عن بدائل لمستقبل المدرسة. عندما تم الاتصال بالإدارة من قبل بلدة تولسا الأصغر نسبيًا وعرضت عليها فرصة للتحرك، تم اتخاذ قرار بالانتقال.

### الانتقال إلى تولسا
قرر نادي تولسا التجاري (رائد غرفة التجارة في تولسا) تقديم عطاء للكلية.
افتتحت الكلية لخمسة وثلاثين طالبًا في سبتمبر 1907، قبل شهرين من أن تصبح أوكلاهوما ولاية. حضر هؤلاء الطلاب الأوائل دروسًا في الكنيسة المشيخية الأولى حتى يمكن تشييد المباني الدائمة في الحرم الجامعي الجديد. أصبح هذا بداية التعليم العالي في تولسا. تم الانتهاء من مبنى كيندال هول، وهو أول مبنى للمدرسة الجديدة، في عام 1908 وسرعان ما تبعه مبنيان آخران. تم هدم جميع المباني الثلاثة منذ ذلك الحين، وكان كيندال آخر مرة تم هدمها في عام 1972.
كان رؤساء كلية كيندال خلال الفترة 1907-1919 هم آرثر جرانت إيفانز وليفي هاريسون بيلر وسيث ريد جوردون وفريدريك ويليام هاولي ورالف جيه لامب وتشارلز إيفانز وجيمس ج.
في عام 1918، اقترحت الكنيسة الميثودية بناء كلية في تولسا، باستخدام أموال تبرع بها رجل النفط في تولسا روبرت ماكفارلين. كان من المقرر تسمية الكلية المقترحة بكلية ماكفارلين. ومع ذلك، سرعان ما اتضح أن تولسا لم تستطع دعم مدرستين متنافستين. في عام 1920، اندمجت كلية هنري كيندال مع كلية ماكفارلين المقترحة لتصبح جامعة تولسا. تم تسمية مكتبة ماكفيران في الجامعة باسم المتبرع الرئيسي للكلية المقترحة. عاش اسم هنري كيندال حتى الوقت الحاضر باسم كلية هنري كيندال للفنون والعلوم.

### القرن 20
افتتحت جامعة تولسا مدرسة هندسة البترول في عام 1928.
ضرب الكساد الكبير الجامعة بشدة. بحلول عام 1935، كانت المدرسة على وشك الإغلاق بسبب حالتها المالية السيئة. كان عليها دين بقيمة 250 ألف دولار، وانخفض الالتحاق إلى 300 طالب (بما في ذلك العديد من الطلاب الذين لم يتمكنوا من دفع الرسوم الدراسية الخاصة بهم)، وكانت أجور أعضاء هيئة التدريس ضعيفة وكانت الروح المعنوية منخفضة. في ذلك الوقت، عرض قطب النفط وراعي TU ويت فيليبس رئاسة المدرسة لكلارنس إشعياء ("Cy") بونتيوس، وهو مصرفي استثماري سابق. سيكون تركيزه الأساسي هو إنقاذ الشؤون المالية للمدرسة. يتولى مجلس العمداء الأمور الأكاديمية.
ومع ذلك، تجاوزت إنجازات بونتيوس جمع الأموال. خلال فترة ولايته وقعت الأحداث التالية:
- في عام 1935، افتتحت الجامعة كلية إدارة الأعمال، والتي أعادت تسميتها إلى كلية كولينز لإدارة الأعمال في عام 2008.[22]
- أصبحت كلية الحقوق في تولسا، الواقعة في وسط مدينة تولسا، جزءًا من الجامعة في عام 1943.
- في عام 1948، تبرع قطب النفط ويليام جي.

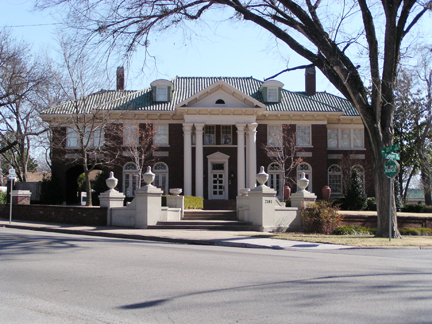
سكيلي هاوس المقر الرسمي لرئيس جامعة تولسا

بعد وفاة ويليام جي سكيلي، تبرعت أرملته بقصر سكيلي، الواقع على زاوية شارع 21 وشارع ماديسون، إلى جامعة تولسا. باعت المدرسة القصر ومفروشاته لأصحاب القطاع الخاص في عام 1959. في 5 يوليو 2012، أعلنت الجامعة أنها ستعيد شراء المنزل كمسكن لرئيسها الذي سيعيش في الطابق الثاني. سيتم استخدام الطابق الأرضي من قبل الجامعة للمناسبات الخاصة. بعد إغلاق الشراء في 13 يوليو 2012، سيعرف الهيكل رسميًا باسم سكيلي هاوس.
في عام 1958، أصبح بن غراف هينيكي، عالم المسرح والاتصالات، أول خريج يتولى رئاسة جامعة تولسا. خلال فترة عمله، أنشأت الجامعة برامج دكتوراه جديدة، وزادت نسبة أعضاء هيئة التدريس الحاصلين على الدكتوراه، وبدأت منشورات جديدة بما في ذلك ملخصات البترول وجيمس جويس الفصلية، كما طورت مركزًا للحرم الجامعي الشمالي لأبحاث هندسة البترول، ووسعت العديد من مرافق الحرم الجامعي الرئيسية. وخلفه الدكتور يوجين إل سويرينجن، وهو خبير اقتصادي متدرب في جامعة ستانفورد ومن مواليد أوكلاهوما، عمل في اللجنة المالية الوطنية لحملة جيمي كارتر الرئاسية.

### القرن 21
في عام 2004، انضم عالم الأنثروبولوجيا ستيدمان أبهام إلى جامعة تولسا كرئيس لها، بعد أن شغل مناصب أعضاء هيئة التدريس والقيادية في جامعة أوريغون وجامعة ولاية أريزونا. في غضون خمس سنوات من وصوله، شهدت الجامعة ثلاثة عشر مشروعًا إنشائيًا رئيسيًا وتجديدات في الحرم الجامعي، بدءًا من بناء مركز روكسانا روزا وروبرت يوجين لورتون وإصلاح قاعة كيبلينجر، وخطط لسبعة مشاريع كبرى أخرى تم الانتهاء من بعضها.
أطلقت الجامعة أيضًا كلية أوكسلي للعلوم الصحية في وسط مدينة تولسا، سميت تقديرًا لمؤسسة أوكسلي في تولسا. دخلت الجامعة أيضًا في شراكة مع مؤسسة عائلة جورج كايزر لحفظ أرشيف بوب ديلان بشكل دائم في جامعة تلسا في عام 2016. تحت قيادة يوفام، تولت جامعة تولسا إدارة متحف جيلكريس الشهير في شمال غرب تولسا.
في عام 2016 تقاعد الرئيس أبهام وخلفه الدكتور جيرالد كلانسي الذي عمل سابقًا كأستاذ في الطب النفسي وتقلد مناصب قيادية في جامعة أيوا وجامعة أوكلاهوما. بعد حوالي عامين ونصف من رئاسته، في ربيع عام 2019، أعلن الرئيس كلانسي وعميد الجامعة ليفيت عن إعادة هيكلة البرامج الأكاديمية في الجامعة التي من شأنها القضاء على العديد من البرامج التي تركز على الفنون الحرة. قوبلت الخطة بمقاومة من أعضاء هيئة التدريس الذين اعتقدوا أنها تمت صياغتها دون استشارة كافية من أعضاء هيئة التدريس. على الرغم من تصويت أعضاء هيئة التدريس بـ «حجب الثقة» عن الرئيس والعميد في تشرين الثاني (نوفمبر)، أكد مجلس أمناء الجامعة علناً دعمهم للخطة.
في أواخر عام 2019 أو أوائل عام 2020، أبلغ الرئيس كلانسي المجلس أنه بحاجة إلى تقليص أنشطته بسبب مشكلات طبية لم يحددها. عين المجلس نائب رئيس المدرسة ليفيت كرئيس مؤقت للجامعة، اعتبارًا من يناير 2020. 

## البرامج الأكاديمية
تقدم جامعة تولسا الفنون الحرة والعلوم والبرامج المهنية، بما في ذلك هندسة البترول واللغة الإنجليزية وعلوم الكمبيوتر والعلوم الطبيعية وعلم النفس السريري والصناعي / التنظيمي والتخصصات الأخرى.
تحتفظ الجامعة أيضًا بكلية الحقوق، وهي واحدة من عدد قليل من المتخصصين في القضايا القانونية للأمريكيين الأصليين.
تصنف مجلة Tulsa Law Review ضمن أفضل 15% من الدوريات القانونية التي تم الاستشهاد بها وفقًا لتصنيف واشنطن وجامعة لي. في تركيزها على الطاقة، تحتفظ جامعة تولسا بكل من المعهد الوطني لسياسة الطاقة والمعهد الوطني لقانون وسياسة الطاقة والبيئة.
تم تصنيف برنامج الدراسات العليا في هندسة البترول بالجامعة في المرتبة الخامسة بين جميع الجامعات الوطنية وفقًا لتصنيفات 2021 من يو إس نيوز آند وورلد ريبورت
يوجد بالجامعة برنامج بحثي جامعي، يتضح من خلال 44 طالبًا يتلقون منح غولد ووتر منذ عام 1995. يسمح تحدي الأبحاث الجامعية في تولسا (TURC) للطلاب الجامعيين بإجراء بحث متقدم بتوجيه من كبار أساتذة جامعة تكساس.
هناك ست كليات وبرامج وأقسام في جامعة تولسا:
- كلية هنري كيندال للفنون والعلوم
- كلية كولينز للأعمال (كلية إدارة الأعمال سابقاً)
- كلية الهندسة والعلوم الطبيعية
- كلية الحقوق
- كلية أوكسلي للعلوم الصحية
- تخرج من المدرسة
- قسم التعليم المستمر

القبول في الجامعة تنافسي للغاية؛ تفاخر فصل الطلاب الجدد لعام 2014 بمتوسط درجات ACT يبلغ 27 ومتوسط معدل تراكمي وارد قدره 3.7، وهو أعلى معدل في تاريخ الجامعة.
معهد تولسا للصدمات النفسية والإساءة والإهمال (TITAN) هو معهد متعدد التخصصات ملتزم بالتعليم القائم على الأدلة والمنح والبحوث والخدمات التي تقلل من حدوث الصدمات والشدائد وتأثيرها. تتكون هذه المجموعة من الطلاب والأساتذة في المقام الأول في علم النفس وعلم الاجتماع والتمريض. تساهم المجموعة في المجالات من خلال العروض التقديمية في المؤتمرات والمنشورات المحلية والرئيسية.

### الترتيب
أخبار الولايات المتحدة والتقرير العالمي ' 2021 طبعة من «أفضل الكليات» في المرتبة جامعة تولسا 143 بين الجامعات الوطنية، وتعادل في 57 ل«قيمة أفضل». يحتل برنامج كلية الدراسات العليا في هندسة البترول بالجامعة المرتبة الخامسة.

### متلقي المنح والزمالات
حصل طلاب الجامعة على 62 منحة Goldwater، وخمس منح مارشال الدراسية، ومنحتان من منحة رودس، و18 منحة برنامج فولبرايت، والعديد من وزارة الدفاع، ومؤسسة العلوم الوطنية، وزمالات موريس ك.أودال.

## الحرم الجامعي
يتركز حرم جامعة تولسا على مساحة عشبية واسعة شبيهة بالرباعية تُعرف باسم ديتلر كومونز، والتي كانت تُعرف سابقًا باسم «يو.» النمط المعماري السائد هو اللغة الإنجليزية القوطية. تم تشييد معظم المباني من الحجر الرملي كراب ذو اللون الأسمر والوردي من ولاية تينيسي تتخللها أحجار محجورة في أركنساس. وتشمل المواد الأخرى الحجر الجيري بيدفورد من إنديانا والأردواز المحفور في فيرمونت. يقع حرم الجامعة على حدود حي كيندال ويتير في تولسا وليس بعيدًا عن وسط مدينة تولسا وأحياء وسط المدينة. يقع الحرم الجامعي، ولا سيما ملعب كرة القدم سكيلي فيلد، على طريق الولايات المتحدة رقم 66 التاريخي، «الطريق الأم» في أمريكا الممتد من شيكاغو إلى لوس أنجلوس.

### بيليس بلازا
تم الانتهاء من بيليس بلازا في عام 2006، ويضم كيندال بيل. تقع الساحة مباشرة جنوب قاعة تيريل، المنزل القديم لكلية الموسيقى، وهي بمثابة تاكر درايف، المدخل الرئيسي للجامعة.

### ملعب إتش إيه تشابمان

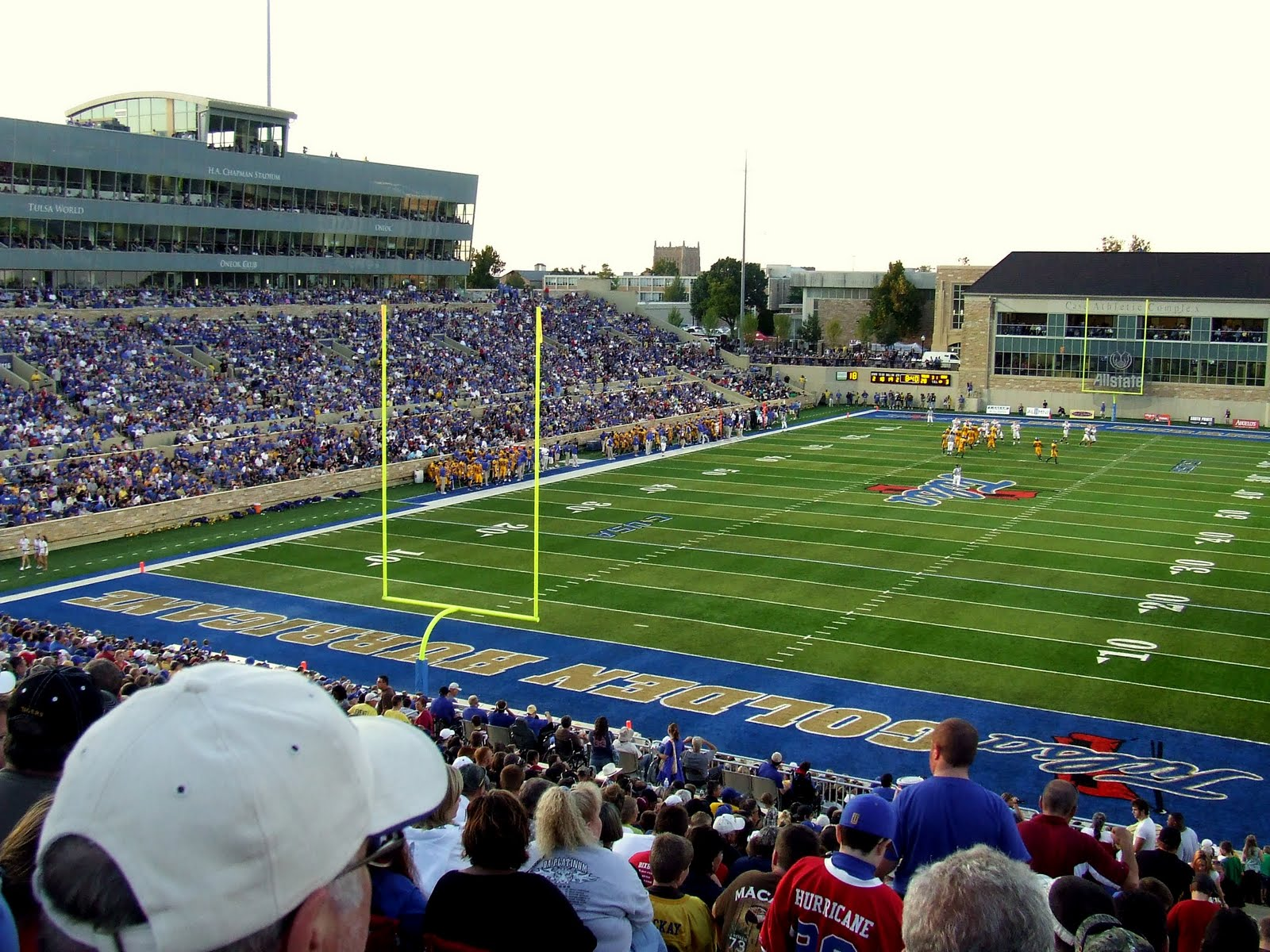
ملعب تشابمان

لعب منتخب الجامعة في سكيلي فيلد في ملعب إتش إيه تشابمان منذ عام 1930. تم تغيير اسمه من ملعب سكيلي بعد التجديدات في عام 2007. يوفر مجمع Case Athletic في الطرف الشمالي من الملعب مرافق مكتبية لموظفي كرة القدم، وغرفة تغيير الملابس ومكان للمدرب، وصالة ليترمان ومقاعد في الطابق العلوي، وغرف اجتماعات، ومختبر كمبيوتر، ومساحات للدراسة لـ الطلاب الرياضيين. تم الانتهاء من التجديدات وتوفير مقاعد مجددة في جميع أنحاء الاستاد، وعشب جديد، ولوحة تسجيل محدثة، وصندوق صحفي موسع. تشمل التغييرات أيضًا إضافة ساحة واسعة (توماس بلازا) على الجانب الغربي من الاستاد لاستيعاب دورات المياه، وأكشاك الطعام والشراب، ومحلات بيع التذكارات.

### شراكة مع متحف جلكريس
في يوليو 2008، تولت جامعة تولسا إدارة متحف جلكريس في شراكة بين القطاعين العام والخاص مع مدينة تولسا. يحتوي المتحف على واحدة من أكبر مجموعات الفن الغربي الأمريكي في العالم (بما في ذلك الأعمال الشهيرة لفريدريك ريمنجتون وتوماس موران وآخرين) ويضم مجموعات متزايدة من القطع الأثرية من أمريكا الوسطى والجنوبية. يقع المتحف على 460 أكر (1.9 كـم2) في شمال غرب تولسا، على مسافة كبيرة من الحرم الجامعي الرئيسي.

### أرشيف بوب ديلان
أرشيف بوب ديلان عبارة عن مجموعة من الوثائق والأشياء المتعلقة بالمغني وكاتب الأغاني الأمريكي الشهير بوب ديلان (الذي كان معلمه أوكلاهومان وودي جوثري). تم الإعلان في 2 مارس 2016 أن الأرشيف قد تم الحصول عليه من قبل مؤسسة عائلة جورج كايزر (GKFF) وجامعة تولسا. سيكون تحت رعاية مركز هيلميريش للأبحاث الأمريكية التابع للجامعة.

### المتاحف والمكتبات

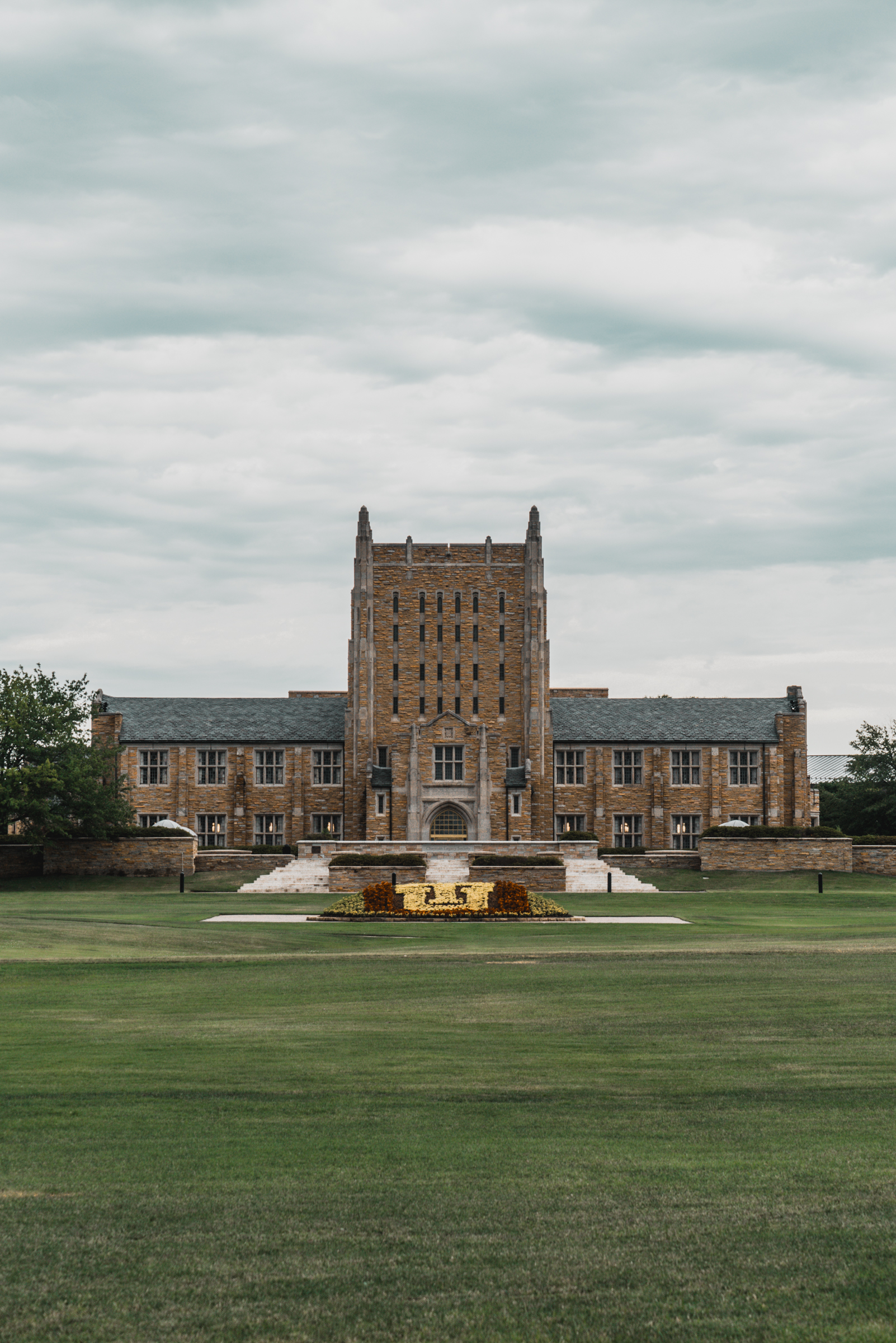
مكتبة ماكفارلين

في الجزء العلوي من ديتلر كومونس، يوجد أحد أبرز معالم الحرم الجامعي، وهي مكتبة ماكفارلين، التي سميت على اسم روبرت وإيدا ماكفارلين أحد المتبرعين الأساسيين للمكتبة. كان لدى ماكفارلين شرط واحد فقط مع تبرعه: أنه لا يمكن أبدًا حظر وجهة نظر وسط مدينة تولسا من ماكفارلين. أقيمت مراسم وضع حجر الأساس في 3 مايو 1929 وتم تكريس البناء في 1 يونيو 1930. استمرت المكتبة في النمو على مر السنين، بإضافة خمسة طوابق في عام 1967، وطوابق تحت الأرض بحلول عام 1979، وجناح تكنولوجي في عام 2007. تحتوي المكتبة على أكثر من مليوني عنصر.
حاليًا، يضم قسم المجموعات الخاصة وأرشيف الجامعات بالمكتبة أكثر من اثني عشر مليون عنصر أرشيفية ويضم أكثر من ألف مجموعة حول مجموعة واسعة النطاق من الموضوعات بما في ذلك الأدب البريطاني والأيرلندي والأمريكي في القرن العشرين، والذي يتضمن ثاني أكبر مجموعة في العالم من المواد لجيمس جويس. كما يضم أوراق الحائزين على جائزة نوبل في إس نايبول ودوريس ليسينج، بالإضافة إلى الروائيين والشعراء جين ريس وإليوت بليس وديفيد بلانت وآنا كافان وستيفي سميث، على سبيل المثال لا الحصر. بالإضافة إلى هؤلاء الروائيين المشهورين، تضم مكتبة ماكفارلين أوراق عضو الكونغرس أليس ماري روبرتسون، والناقد الأدبي ريتشارد إلمان، ومبتكر الكتاب الهزلي إي.نلسون بريدويل، والرئيس الرئيسي لشيروكي جي بي ميلام، والكاتب / عالم الجنس إدوارد تشارلز، من بين آخرين. يحتوي قسم المجموعات الخاصة أيضًا على مجموعة كبيرة من الكتب عن تاريخ الأمريكيين الأصليين.

## الجسم الطلابي والحياة الطلابية
يمثل الطلاب في جامعة تولسا 30 ولاية وأكثر من 70 دولة أجنبية، 39% منهم من سكان أوكلاهوما. من بين البلدان الأصلية الأكثر شيوعًا للطلاب الدوليين TU هي الصين السعودية وعمان والهند وكندا وأنغولا والمملكة المتحدة.
تعد جامعة تولسا موطنًا لأكثر من 200 منظمة طلابية، مسجلة لدى جمعية الطلاب وتمولها جزئيًا.

### التنوع وحياة الحرم الجامعي
يوجد عدد من المجموعات لدعم التنوع في حرم جامعة تولسا. هناك ما لا يقل عن 25 منظمة في الحرم الجامعي موجودة لدعم ودعم مجتمع حرم جامعي متنوع عرقيًا وعرقيًا. بالإضافة إلى ذلك، تستضيف الجامعة مركز موارد شيفرون متعدد الثقافات، الممول بهدية من شركة الطاقة، والتي تستضيف الأحداث والبرامج لتعزيز التنوع في الحرم الجامعي.
على الرغم من أن الجامعة لها روابط تاريخية بالكنيسة المشيخية، فقد احتضنت الجامعة التنوع الديني منذ فترة طويلة. في عام 2002، كانت الجامعة موطنًا لأول مسجد بني في حرم جامعي أمريكي. تستضيف الجامعة أيضًا فرعًا من Hillel International، وهي منظمة لدعم الحياة اليهودية في الحرم الجامعي. تستضيف الجامعة أيضًا عددًا من المنظمات التي تعكس تيارات مختلفة من الممارسة الروحية المسيحية، بما في ذلك البروتستانت والكاثوليكية والأرثوذكسية.

### اتحاد الطلبة
رابطة الطلاب هي هيئة حكومية طلابية بجامعة تولسا. يتم تنظيمها في ثلاثة فروع: الفرع التنفيذي، والذي يضم مجلس الوزراء والمسؤول عن تنظيم الأحداث والأنشطة الكبيرة على مستوى الحرم الجامعي؛ السلطة القضائية؛ والفرع التشريعي، أو مجلس الشيوخ، الذي ينسق التمويل، ويدعم مواثيق المنظمات الطلابية، ويعالج القضايا العامة التي تؤثر على حياة الطلاب في الحرم الجامعي. يتم توفير ميزانيتها جزئيًا من قبل الجامعة وجزئيًا من خلال رسوم يدفعها الطلاب في كل فصل دراسي.
تقليديا، تنسق جمعية الطلاب أنشطة العودة للوطن، بما في ذلك مسابقات الحرم الجامعي والباب الخلفي للعبة العودة للوطن. حدث تقليدي آخر هو Springfest، وهو عبارة عن سلسلة من الأحداث لمدة أسبوع تشمل الطعام والأنشطة المختلفة داخل الحرم الجامعي وحفل موسيقي يضم أسماء مثل إماجن دراجونس وبانيك!آت ذا ديسكو، وبن ريكتور. بالإضافة إلى أحداث الحرم الجامعي التقليدية، توفر جمعية الطلاب برامج الحرم الجامعي الأصغر بما في ذلك أنشطة خدمة المجتمع وفعاليات التوعية الاجتماعية وبرامج التنوع. الأنشطة التي تنظمها رابطة الطلاب مجانية لجميع طلاب TU.
| الأخويات: - ترتيب كابا ألفا - est. 8 مايو 1937 - كابا سيجما - تأسست. 29 نوفمبر 1948 - سيجما تشي - Est. 3 فبراير 1951 - سيجما نو - مؤسسة. يناير 1951 | الجمعيات النسائية: - اوميجا تشي - Est. 18 أبريل 1929 - دلتا دلتا دلتا - est. 9 مايو 1931 - دلتا كابا - est. 11 سبتمبر 1937 - دلتا جاما - est. 10 أكتوبر 1947 - كابا ألفا ثيتا - تأسست. 3 فبراير 1951 |

هناك أيضًا عدد من الجمعيات النسائية والأخويات السوداء تاريخيًا في الحرم الجامعي التي تندرج تحت المجلس الوطني اليوناني. حاليا، هناك خمس منظمات نشطة:
| الأخويات: - كابا ألفا بسي - أوميغا بسي فاي | الجمعيات النسائية: - ألفا كابا ألفا - دلتا سيجما ثيتا - زيتا فاي بيتا |

الأخويات الأخرى في الحرم الجامعي التي لا تندرج تحت المجالس المختلفة تشمل:
- ألفا فاي أوميغا خدمة الأخوة المختلطة
- الأخوة الموسيقى فاي مو ألفا
- نادي نسائي الموسيقى سيجما ألفا إيوتا
- شاركت دلتا ثيتا فاي في قانون الأخوة
- الأخوة المسيحية بيتا أبسيلون تشي[45][46]

### جدل خطاب الطلاب 2015
في فبراير 2015، بعد أن أوقفت جامعة تولسا طالبًا بموجب سياسة عدم التسامح مطلقًا مع المضايقات المزعومة من قبل خطيبته بالتهديد والتشهير ضد أعضاء هيئة التدريس وطالبة أخرى، حاول المسؤولون تثبيط صحيفة الحرم الجامعي عن نشر معلومات سرية بسبب اتفاقية عدم الإفصاح التي أبرمها الطالب والجامعة الموقوفة. وأثارت عدة مواقع على الإنترنت الجدل وانتقدت الإدارة لاستخدامها «التهديدات» و«الترهيب» «للتستر» على طريقة تعاملها مع القضية التأديبية. في يناير 2016، رفع الطالب السابق دعوى قضائية ضد الجامعة، مدعيا أن فصله كان غير عادل ويمثل خرقا لالتزام المؤسسة بالإجراءات القانونية الواجبة. وقد منح الحادث الجامعة مكانًا في مؤسسة الحقوق الفردية في التعليم لعام 2016 «أسوأ 10 كليات لحرية التعبير».

## الفرق الرياضية
تشارك الفرق الرياضية في تولسا في القسم الأول من الرابطة الوطنية لرياضة الجامعات كعضو في المؤتمر الرياضي الأمريكي (الأمريكي)؛ فريق كرة القدم التابع لها هو جزء من قسم كرة القدم الجزئي (FBS). تمتلك تولسا أصغر عدد من الطلاب المسجلين في المرحلة الجامعية الأولى في أي مدرسة من مدارس FBS. كانت الجامعة تتنافس مع جامعة رايس الأكبر قليلاً ومنافسة كرة القدم مع جامعة هيوستن الأكبر بشكل كبير.
لقب الجامعة هو Golden Hurricane (كان في الأصل Golden Tornadoes). تلعب فرقة مسيرة صوت الإعصار الذهبي في جميع مباريات كرة القدم وكرة السلة في المنزل بالإضافة إلى السفر إلى البطولات لدعم Golden Hurricane. فازت تولسا بست بطولات وطنية (ثلاث NCAA): أربعة في لعبة غولف السيدات واثنتان في كرة السلة للرجال. تضم جامعة تولسا حاليًا فريقًا جامعيًا في ثماني رياضات للرجال وعشر رياضات نسائية.

## شعارات
ألوان المدرسة هي الذهب القديم (PMS 873) والأزرق الملكي (PMS 280) والقرمزي (PMS 032).
كان شعار الجامعة الأصلي كاملاً: «الإيمان، الحكمة، الخدمة: للمسيح، من أجل الدولة».

## المنشورات
جامعة تولسا كوليجيان هي صحيفة مستقلة منذ فترة طويلة ويديرها الطلاب في الحرم الجامعي.
المجلات العلمية التالية تصدرها الجامعة:
- مجلة نمرود الدولية للنثر والشعر
- جيمس جويس كوارترلي
- دراسات تولسا في أدب المرأة
- التكنولوجيا الحجرية
- الدراسات الروسية في التاريخ
- مجلة قانون الطاقة
- مجلة تولسا للقانون الدولي والمقارن
- مراجعة قانون تولسا

في عام 2003، انضمت تولسا إلى جهود جامعة براون في مشروع المجلات الحديثة، وهو أرشيف على الإنترنت لدوريات القرن العشرين. ساهم تولسا بالعديد من النصوص الحداثية من المجموعات الخاصة بمكتبة ماكفارلين إلى موقع المشروع.
أحضر الدكتور شون لاثام، محرر مجلة جيمس جويس الفصلية، مؤتمر جيمس جويس في أمريكا الشمالية لعام 2003 إلى جامعة تولسا.

## خريجون بارزون

### الخريجين

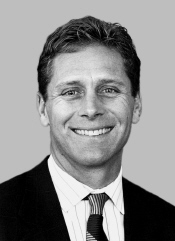
ستيف لارجنت

تحسب جامعة تولسا عددًا من الأفراد المتميزين بين خريجيها، بما في ذلك الرئيس التنفيذي الحالي لشركة وول مارت دوج ماكميلون، وشاعر مدرسة نيويورك تيد بيريجان، ومؤلف The Outsiders SE إس. إي. هينتون، ومخترع البريد الصوتي جوردون ماثيوز، وممثلة Golden Girls رو ماكلانان، وعالم الروبوت والمؤلف دانيال إتش. ويلسون، أسطورة الإذاعة بول هارفي، الرئيس التنفيذي لشركة البترول الكويتية هاني عبد العزيز الحسين، الشخصية التلفزيونية الدكتور فيل ماكجرو (الذي لعب كرة القدم في TU لكنه لم يتخرج)، رئيس أمة شيروكي تشاد سميث، عضو الكونجرس الأمريكي وNFL Hall of شهرة واسعة استقبال ستيف لارغنت، NBA لاعب كرة السلة ستيف براسي، والبرازيلي الملياردير إرميريو بيريرا دى مورايز. معالي سهيل المزروعي، وزير الطاقة والصناعة لدولة الإمارات العربية المتحدة، عضو المجلس الأعلى للبترول، وعضو في اللجنة التنفيذية وأقسام أخرى في شركة مبادلة للاستثمار.

### الكلية
خدم عدد من الأفراد البارزين في هيئة التدريس بجامعة تولسا على مر السنين. من بين أعضاء هيئة التدريس الحاليين البارزين عالم النفس روبرت هوغن، والعالم السياسي روبرت دونالدسون، والفيلسوف الكاثوليكي إف. راسل هيتينغر، وعالم الكمبيوتر سوجيت شينوي، وعضو الكونجرس الأمريكي السابق براد كارسون. كان الفنان الشهير آدا روبنسون هو المؤسس والرئيس الأول لقسم الفنون بالجامعة. خدم العديد من الشخصيات الأدبية والنقاد المشهورين في هيئة التدريس في تولسا، بما في ذلك الرائد النسوي جيرمين جرير، والروائي الحائز على جائزة بوكر بول سكوت، والمؤلف والناقد دارسي أوبراين، والشاعر الروسي الشهير والمفكر المنشق يفغيني يفتوشينكو حتى وفاته في عام 2017. من بين أعضاء هيئة التدريس السابقين البارزين الباحثين القانونيين بول فينكلمان ولاري كاتا باكر، عالم النفس برنت روبرتس، الرسام الكسندر هوغ وآخرين.

## الملاحظات
1. ↑  Dr. Levit thus became the first woman, and second TU alum, to lead the school in its history.

## وصلات خارجية
- الموقع الرسمي
- موقع تولسا الذهبي لألعاب القوى